# 謝子龍影像芸術館

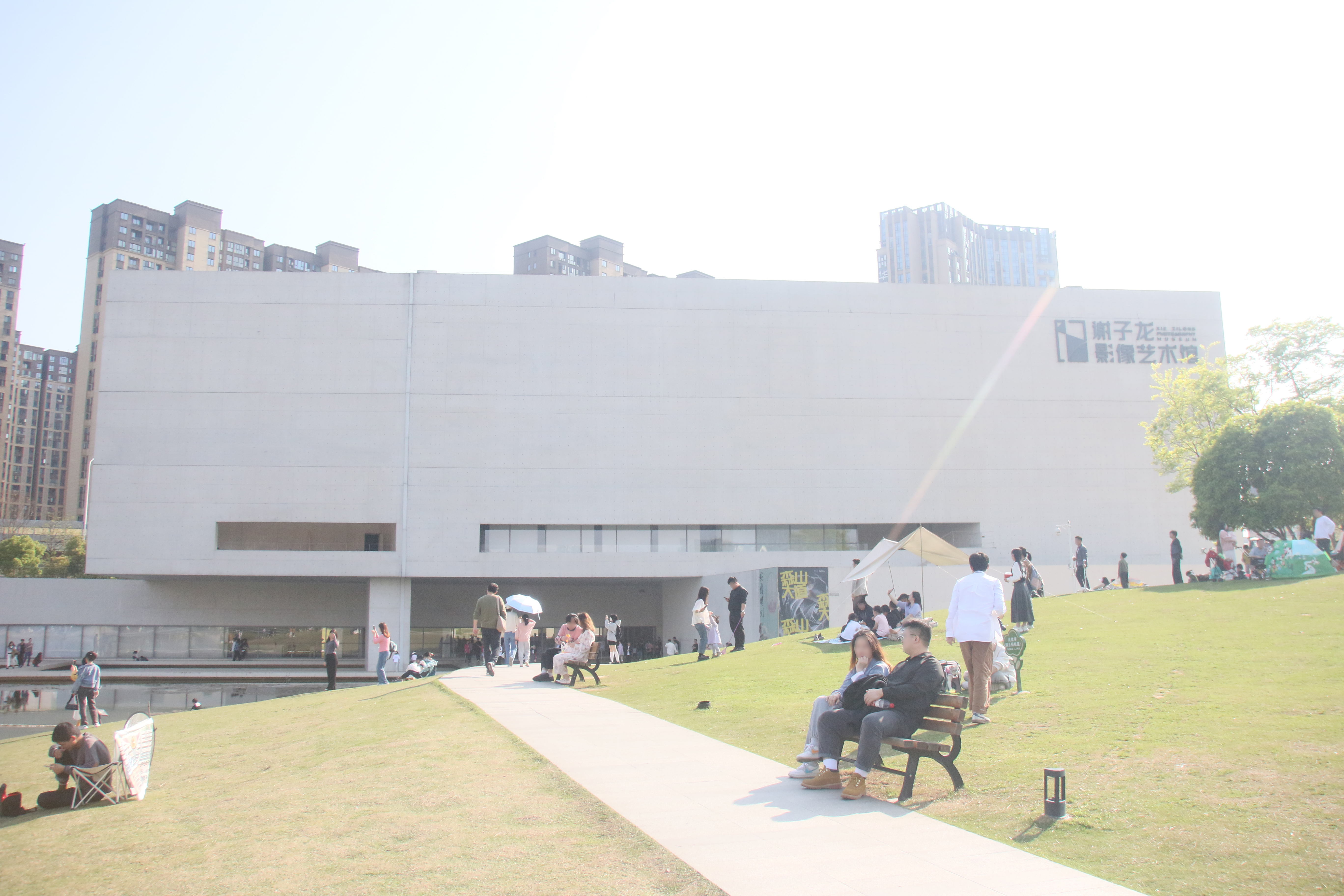
謝子龍影像芸術館

謝子龍影像芸術館（しゃしりょうえいぞうげいじゅつかん）は、中華人民共和国湖南省長沙市岳麓区にある私立芸術館である。

## 沿革
2017年9月16日に開館した。

## 展示室・施設
- 知了青年：亜洲匠人手作展[1]
- 徳国製造：從19世紀到今天の徳国攝影[1]
- 「有一種記憶叫禄莱」徳国經典禄来相機原型機收蔵展[1]
- 初見：費利斯比托与最早的北京影像[1]
- 「擼起袖子加油幹」影像作品展[1]
- 塔森出版社收蔵級図書展[1]